# 童年轶事
童年轶事（日语：のんのんばあとオレ），是日本漫画家水木茂自传式的随笔。被改编成电影和漫画。

## 内容梗概
故事讲的是昭和6年（1931年），一个小学三年级学生茂寄宿在外婆家之后，外婆给他讲了各种各样的鬼故事，并在他幻想的世界中变成了现实。片中出现了各种各样的鬼，有滑溜鬼，撒豆鬼，红色的小鬼，由瘊子变成的鬼等等，展现了许多日本的民间传说。

## 电影
NHK电视台于1991年8月19日至8月23日摄制播出。1992年中国中央电视台引进播出，片名译为《童年轶事》。